# Abbazia di Santa Maria di Acqualunga
L'abbazia di Santa Maria di Acqualunga è situata nel comune di Frascarolo nella zona ovest della Lomellina al confine con il Piemonte alessandrino, territorio legato alla presenza del fiume Po.

## Storia
È nota come "Aqualungha" nell'elenco del 1250: la Acqua Lunga era un vicino canale del Po. Vi esisteva il monastero cistercense di Santa Maria, noto dal 1204 e certamente più antico, da cui il paese trasse il nome con cui fu poi conosciuto: Abbatia de Acqua Longa (1412).
La nascita di un insediamento monastico va fatto risalire all'anno 1180, quando Ascherio, abate dell'abbazia di Santa Maria di Rivalta, a Rivalta Scrivia nei pressi di Tortona, giunse in zona e fondò una "ecclesia" ed una "domus", che furono poi citate nel suo testamento del 23 dicembre 1185, come dipendenti dalla stessa Rivalta Scrivia. La data del 1204 segna la nascita del monastero autonomo, aggregato all'ordine cistercense: gli storici dell'ordine annotano come data ufficiale il 24 febbraio 1204.
Nel XV secolo l'abbazia fu concessa in commenda al nobile senese Francesco Todeschini Piccolomini, nipote del papa Pio II Piccolomini. Nel 1503 lo stesso Francesco Todeschini Piccolomini, divenuto papa Pio III concesse l'abbazia al nobile pavese Galeazzo Pietra, che in seguito, nel 1530, fu nominato primo vescovo di Vigevano, alla creazione della diocesi da parte di papa Clemente VII Medici. La famiglia monastica cistercense cessò così di esistere. Tre monaci rimasero comunque come custodi fino al 1798, anno della soppressione civile.
Del monastero nulla è rimasto. È risaputo si trovasse nella parte meridionale della chiesa mentre l'attuale sacrestia è nei locali di quella che fu la foresteria.

## Descrizione
La chiesa è di piccole dimensioni. Ciò che si presenta è un edificio in mattoni, a tre navate di due campate ciascuna, con volte a crociera cordonata, il transetto non è presente e il coro a terminazione piatta. Anche il coro è di due campate, fiancheggiato da cappelle. Non è possibile risalire all'originaria struttura a causa dei successivi interventi che comunque sono stati effettuati rispettando la planimetria originaria. Presumibilmente i lavori di costruzione risalgono alla prima metà del XIII secolo.